# Jan Grad
Jan Grad – polski kulturoznawca, dr hab. nauk humanistycznych, profesor uczelni Wydziału Antropologii i Kulturoznawstwa Uniwersytetu im. Adama Mickiewicza w Poznaniu.

## Życiorys
Uzyskał tytuł magistra w zakresie etnografii na Uniwersytecie im. Adama Mickiewicza, następnie obronił pracę doktorską, 26 października 1998  habilitował się na podstawie oceny dorobku naukowego i pracy zatytułowanej Badania uczestnictwa w kulturze artystycznej w polskiej socjologii kultury.
Objął funkcję profesora uczelni na Wydziale Antropologii i Kulturoznawstwa Uniwersytetu im. Adama Mickiewicza w Poznaniu, a także  wicedyrektora w Instytucie Kulturoznawstwa i członka  Polskiego Towarzystwa Ludoznawczego.
Był dziekanem na Wydziale Nauk Społecznych Uniwersytetu im. Adama Mickiewicza.

## Publikacje
- 2004: Problem karnawalizacji kultury współczesnej[3]
- 2005: Profesor Walerian Sobisiak - historyk kultury, etnograf, kulturoznawca (1924-1987)[3]
- 2012: Profesor Krystyna Zamiara (1940-2012) : metodolog, filozof nauki, kulturoznawca[3]
- 2015: Obyczaj w perspektywie kulturoznawczej[3]